# ۱۸ روباه
۱۸ روباه یک ستاره است که در صورت فلکی روباهک قرار دارد.